# Schizogenius litigiosus
Schizogenius litigiosus är en skalbaggsart som beskrevs av Henry Clinton Fall. Schizogenius litigiosus ingår i släktet Schizogenius och familjen jordlöpare. Inga underarter finns listade i Catalogue of Life.